# Långtjärnen (Viksjö socken, Ångermanland, 697182-157605)
Långtjärnen är en sjö i Härnösands kommun i Ångermanland och ingår i Indalsälvens huvudavrinningsområde. Sjön är 9,6 meter djup, har en yta på 0,06 kvadratkilometer och befinner sig 322 meter över havet.